# Setge de Saraqusta (1118)
El Setge de Saraqusta de 1118 significà la presa de Saraqusta per Alfons I d'Aragó.

## Antecedents
Alfons el Bataller, per tallar les comunicacions entre Balànsiya i Saraqusta va decidir atacar Morella, presentant-se el desembre de 1117.
El 1118 un concili celebrat a Tolosa de Llenguadoc ofereix els beneficis de croada als que acudeixin a l'ajut del Regne d'Aragó en la conquesta de la ciutat de Saraqusta, capital de l'Emirat de Saraqusta. Nombrosos senyors francs, normands i aragonesos, liderats per Alfons el Bataller, es van concentrar a Ayerbe per conquerir posteriorment Almudèver, Gurrea de Gállego i Zuera i van assetjar a la fi de maig Saraqusta.

## El setge
El setge es va completar amb el tall de la séquia de la Romareda, la qual abastava d'aigua la ciutat, que fou presa el 18 de desembre de 1118. L'ocupació es va efectuar de forma simbòlica amb la presa de possessió de la Azuda, edifici del Govern (que encara avui dia conserva part de les seves restes). Amb aquesta conquesta la va convertir en capital del Regne d'Aragó.

## Conseqüències
Amb la caiguda de la ciutat, la vall de l'Ebre va desplomar-se, prenent els aragonesos, amb la col·laboració de Guillem IX de Poitiers, Tudela el febrer de 1119, i conquerint l'Emirat de Qalat al-Ayyub el 1120 després de derrotar els musulmans en la batalla de Cutanda.